# Леон Хвистек
Леон Хвистек (Краков, Аустроугарска, 13. јун 1884 — Барвиха, у близини Москве, Русија, 20. август 1944) био је пољски логичар, филозоф, математичар, авангардни сликар, теоретичар модерне уметности и књижевни критичар.
У 1919. години је био један од оснивача Пољског математичког друштва. Од 1922. године предавао је математику на Јагелонском универзитету, где је 1928. године стекао хабилитацију из математичке логике.
Почев од 1929. године, Хвистек је био професор логике на Универзитету у Лавову, на позицији за коју се пријавио и Алфред Тарски. Његова интересовања током тридесетих година била су усмерена на општи систем филозофије науке, који је објављен у књизи „Границе науке“, објављеној 1948. године.
Током 1920-их и 1930-их, многи европски филозофи су покушали да реформишу традиционалну филозофију помоћу математичке логике. Хвистек није веровао да таква реформа може успети. Прецизније, имао је став да се стварност не може описати једним хомогеним системом, заснованим на принципима формалне логике, зато што не постоји једна стварност већ много њих.
Након избијања Другог светског рата и окупације Лавова од стране СССР-а, остао је на универзитету. Такође је започео сарадњу са Црвеном Заставом (пољ. Czerwony Sztandar). У септембру 1940. године придружио се Савезу совјетских писаца Украјине. У јуну 1941. године, непосредно пре уласка немачких трупа, евакуисао се из Лавова заједно са совјетским трупама дубоко у Русију. Од 1941. до 1943. године је боравио у Тбилисију, где је предавао математичку анализу, а од 1943. је живео у Москви. Био је активан у Савезу пољских патриота у СССР-у.
Хвистек је се борио против аксиоматске методе показујући да су постојећи аксиоматски системи неконзистентни. Преминуо је 20. августа 1944. године на територији Совјетског Савеза.

## Уметнички живот
Хвистек је своју теорију о мноштву стварности развио најпре у вези са уметношћу. Разликовао је четири основна типа стварности, а затим их је упарио са четири основна типа сликарства.
Четири врсте стварности биле су:
1. популарна стварност (реализам здравог разума)
2. физичка стварност (конструисана физиком)
3. феноменална стварност (сензуални утисци)
4. визионарска/интуитивна стварност (снови, халуцинације, подсвесна стања).
Врсте сликања које одговарају горе наведеном биле су:
1. Примитивизам
2. Реализам
3. Импресионизам
4. Футуризам
Хвистек никада није намеравао да његови ставови представљају нову метафизичку теорију. Бранио је здрав разум, који је био усмерен против метафизике и ирационалних осећања. Његова теорија плуралне стварности била је само покушај да се прецизирају различити начини на које се термин „стварно“ употребљава.
Хвистеков колега уметник и најближи пријатељ, Станислав Игнаци Виткијевич, оштро је критиковао његове филозофске ставове. Виткијевичева сопствена филозофија је била заснована на монадичном карактеру индивидуалног постојања, обухватајући мноштво постојања, при чему је свет сачињен од мноштва појединачних постојања. На његовој слици из 1919. године под називом Мачевање могу се уочити инспирације из авангардних трендова пре Првог светског рата, као што су кубизам, италијански футуризам и симултанизам Роберта Делонеа.